# HowToBasic
HowToBasic é um canal australiano do YouTube com mais de dez milhões de assinantes que ganhou popularidade entre 2012 e 2013. Ele mostra gags visuais bizarros disfarçados de tutoriais how-to. O criador dos vídeos não fala nem mostra a seu rosto e permanece anônimo. O canal é parte da rede Fullscreen.
O canal já atingiu mais de 10,1 milhões de inscritos (janeiro de 2018), sendo o maior canal australiano do YouTube. Em junho de 2013, o homem por trás de HowToBasic foi entrevistado num boletim de notícias por Nine News Perth, transmitido no STW. A estação preservou o seu anonimato a pedido dele. Os vídeos do HowToBasic já foram comparados com as obras de David Cronenberg e Marcel Duchamp.
O canal foi temporariamente suspenso em várias ocasiões: primeiro em 2014 e novamente no final de 2015 por supostas violações da política de conteúdo enganoso do YouTube. Mas o canal foi restaurado e a suspensão cancelada em ambas as circunstâncias.

## Conteúdo
O canal induz intencionalmente em erro os espectadores que o assistem pela primeira vez, levando-os a acreditar que é um how-to. A maioria dos vídeos é centrada em culinária (o que se torna menos comum com o tempo). Os vídeos apresentam um homem interagindo com alimentos e objetos em uma visão de primeira pessoa; ele não mostra o rosto nem fala e proferia originalmente gemidos e outros sons obscuros, embora nos últimos vídeos isto tenha sido substituído por músicas de fundo. Em um certo ponto de cada vídeo, o homem começa a agir de forma agressiva com a utilização de uma maior velocidade de corte, muitas vezes por mistura ou combinação de ingredientes de uma maneira incomum. Ele costuma usar bastante ovos, que são o símbolo do canal.